# Fiódor Brónnikov
Fiódor Andréyevich Brónnikov (en ruso: Фёдор Андреевич Бронников; 1827-1902) fue un pintor de historia y género nacido en Rusia y que pasó la mayor parte de su vida en Italia. 

## Biografía
Mostró una temprana afinidad por el dibujo y recibió sus primeras lecciones de arte de su padre, que era pintor decorativo. A los dieciséis años, cuando murió su padre, se fue a San Petersburgo, con la esperanza de ingresar en la Academia Imperial de las Artes. Después de no obtener la admisión, se convirtió en aprendiz en el taller de un conocido xilógrafo. Su talento llamó la atención del escultor Piotr Klodt, quien lo ayudó para que pudiese oír sus clases en la Academia. En 1850 pudo convertirse en un estudiante regular y trabajó con Alekséi Markov. Se graduó en 1853 y recibió un sueldo para estudiar en Italia por su pintura de graduación, La Madre de Dios .
Al año siguiente, se estableció en Roma y creó su propio estudio en Via Vittoria, cerca de Villa Borghese. Pintó una gran variedad de lienzos, incluidos paisajes, escenas de aldeas, escenas de género, obras históricas y, por supuesto, retratos de ciudadanos notables de la ciudad. Su salud era mala, por lo que permaneció allí después de que expiró su paga, para aprovechar el clima cálido.
Volvió a su país y estuvo desde 1863 hasta 1865 en su casa. Mientras estuvo allí, la Academia le otorgó una cátedra de pintura de historia por su descripción de Horacio leyendo sus sátiras a Cayo Mecenas. También entró en contacto con un grupo de artistas disidentes que luego serían conocidos como los Peredvízhniki; lo que le inspiró para pintar una serie de obras de género sobre la vida campesina. Más tarde, se convirtió en miembro del grupo y envió regularmente pinturas de Italia para mostrar en sus exposiciones.  Fue galardonado con la Orden de Santa Ana, además de ser nombrado Académico y miembro honorario de la Academia. Durante este período creó una de sus obras más conocidas: El Campo Maldito (1878), una denuncia de la esclavitud. 
Murió cerca de Roma y fue enterrado en el cementerio protestante. A pesar de haber vivido en Italia la mayor parte de su vida, dejó más de 300 pinturas y dibujos y el equivalente a 400 rublos para establecer una escuela de arte en Shadrinsk. La escuela no se estableció hasta el período soviético y las obras se utilizaron como base para un museo. 

## Cuadros seleccionados

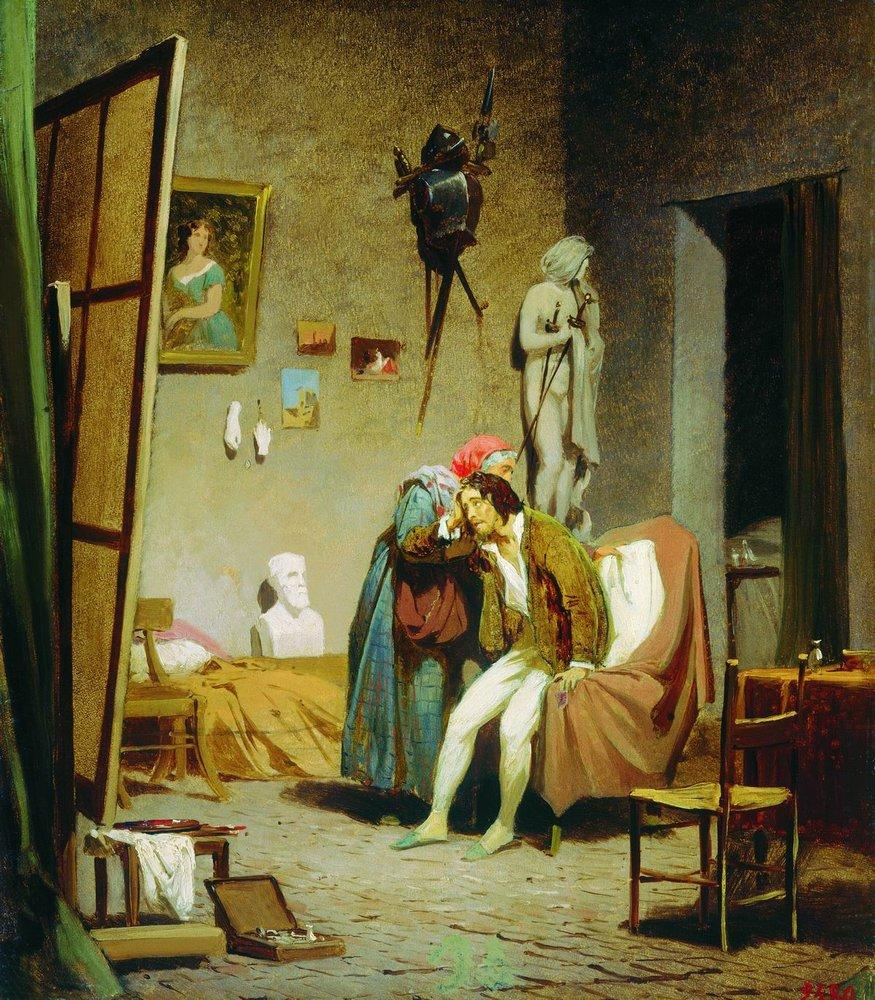
El artista enfermo
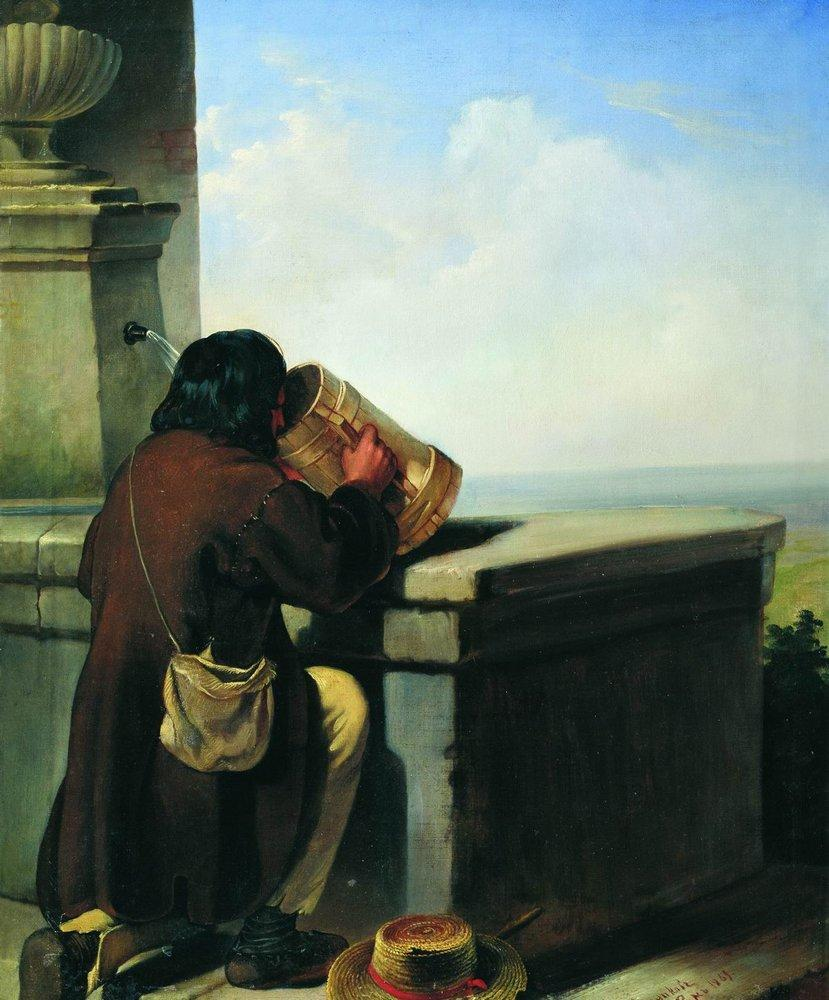
El caminante
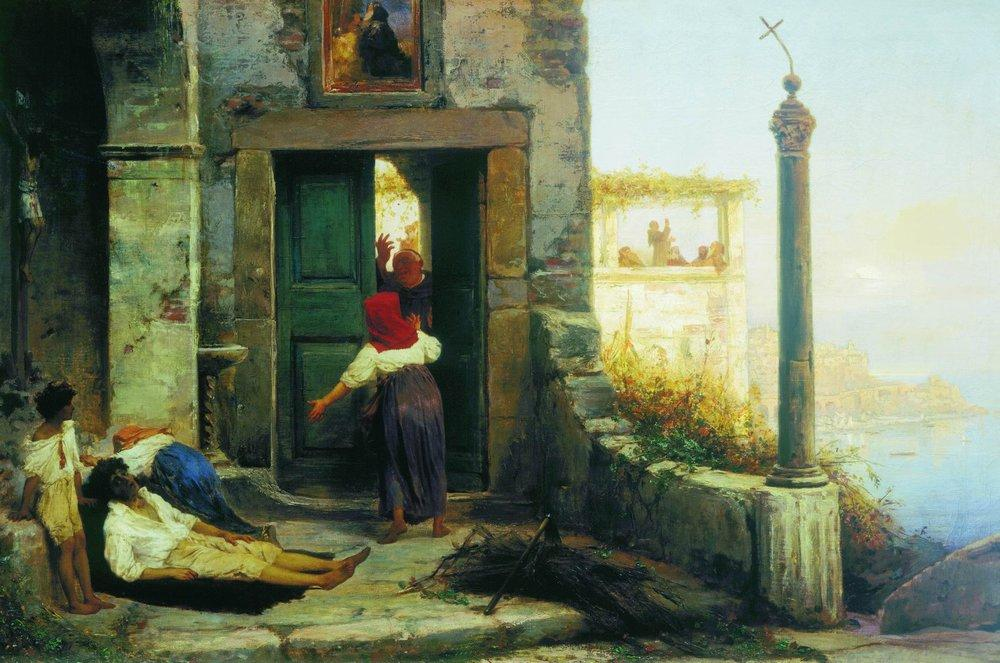
Hombre enfermo en las paredes de un monasterio
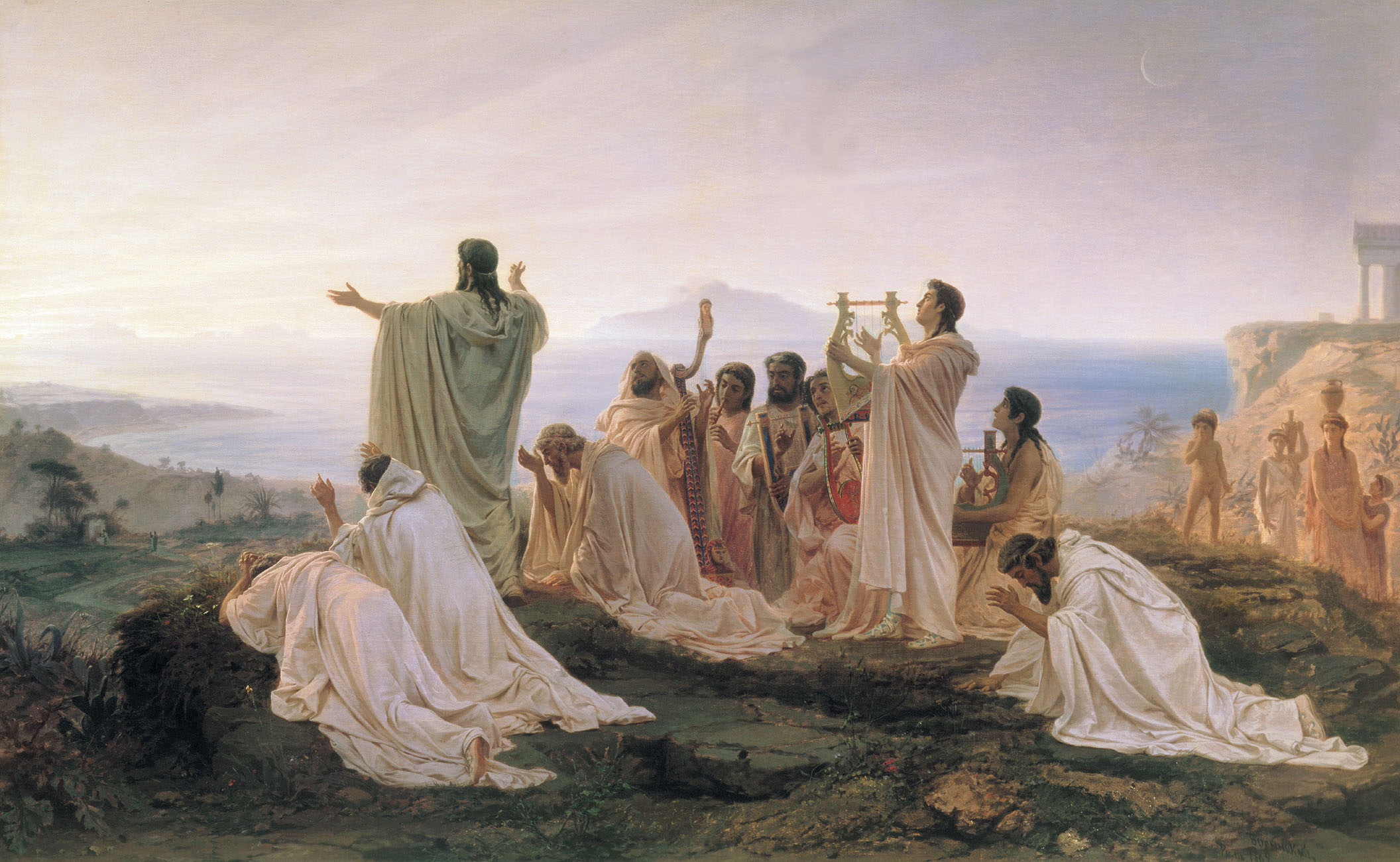
Los pitagóricos celebran el amanecer
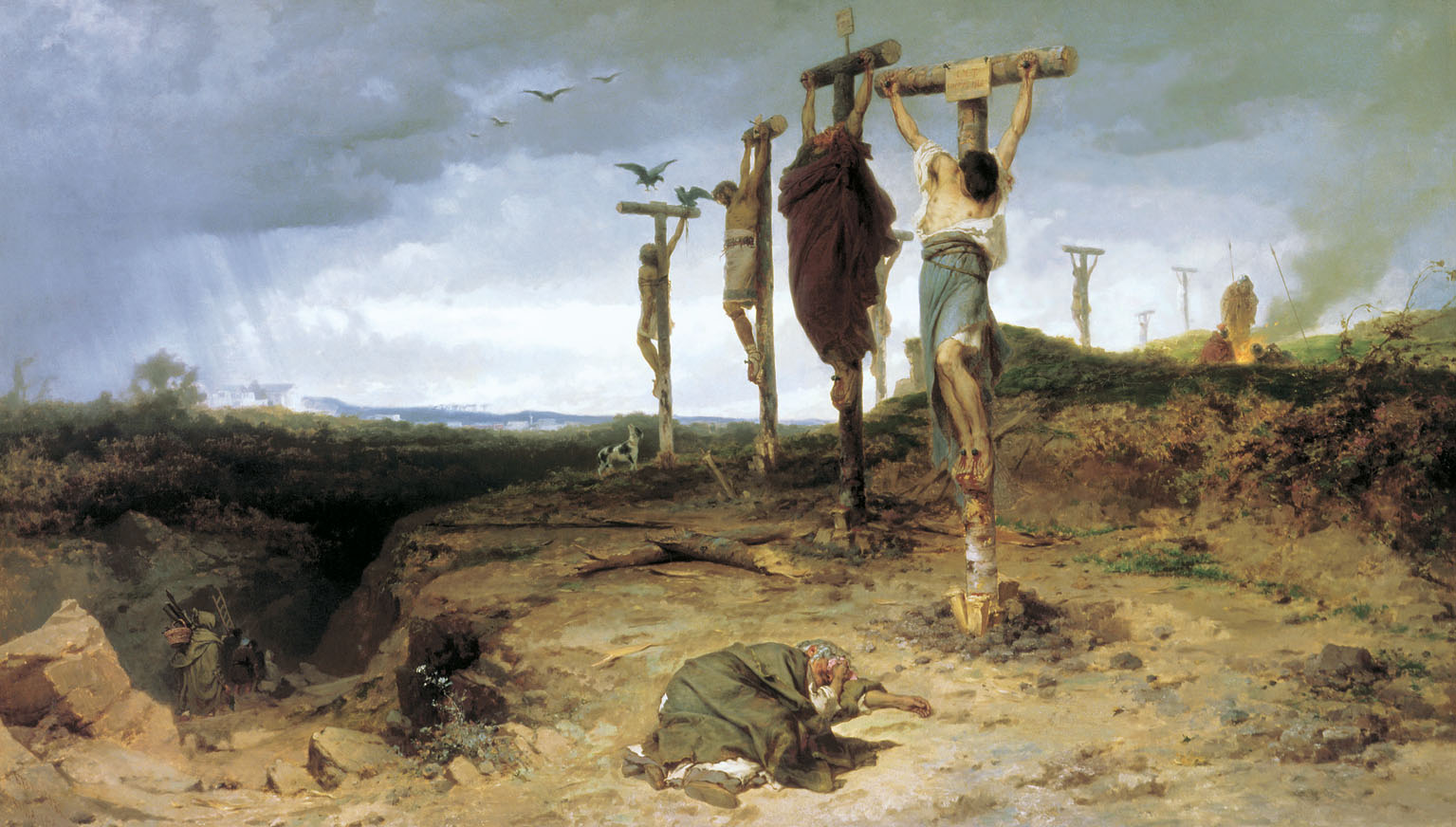
El campo maldito (esclavos ejecutados)

## Otras lecturas
- NG Vasileva, Фёдор Бронников, Biely Gorod, 2012